# 531 Zerlina
531 Zerlina
531 Zerlina là một tiểu hành tinh ở vành đai chính. Nó được Max Wolf phát hiện ngày 12.4.1904 ở Heidelberg và được đặt theo tên nhân vật trong vở opera Don Giovanni của Mozart.